# Petite suite (Roussel)
Petite suite is een compositie van Albert Roussel. Voor wat betreft de klank is het werk gelieerd aan Concert pour petit orchestre dat hij twee jaar eerder schreef. Het klinkt licht, maar hier en daar ook dissonant.
Roussel schreef het voor 1 piccolo, 1 dwarsfluit, 2 hobo’s, 2 klarinetten, 2 fagotten, 4 hoorns, 2 trompetten, pauken,  enige percussie,  violen, altviolen, celli, contrabassen.
De suite bestaat uit drie delen :
1. Aubade
2. Pastorale
3. Mascarade

De eerste uitvoering vond plaats door Walther Straram en zijn Orchestre des Concerts Straram op 11 april 1929. Toen waren alleen Aubade en Mascarade te horen in een concert gewijd aan de muziek van Roussel. Het werk ging voor het eerst als driedelige suite in première op 6 februari 1930 geleid door dezelfde dirigent en diens orkest.
Het werk werd opgedragen aan madam Henry Le Bœuf. Henry Le Bœuf was een mecenas voor de kunsten, er is tevens een concertzaal in BOZAR naar hem genoemd.